# Quest (ISS-Modul)

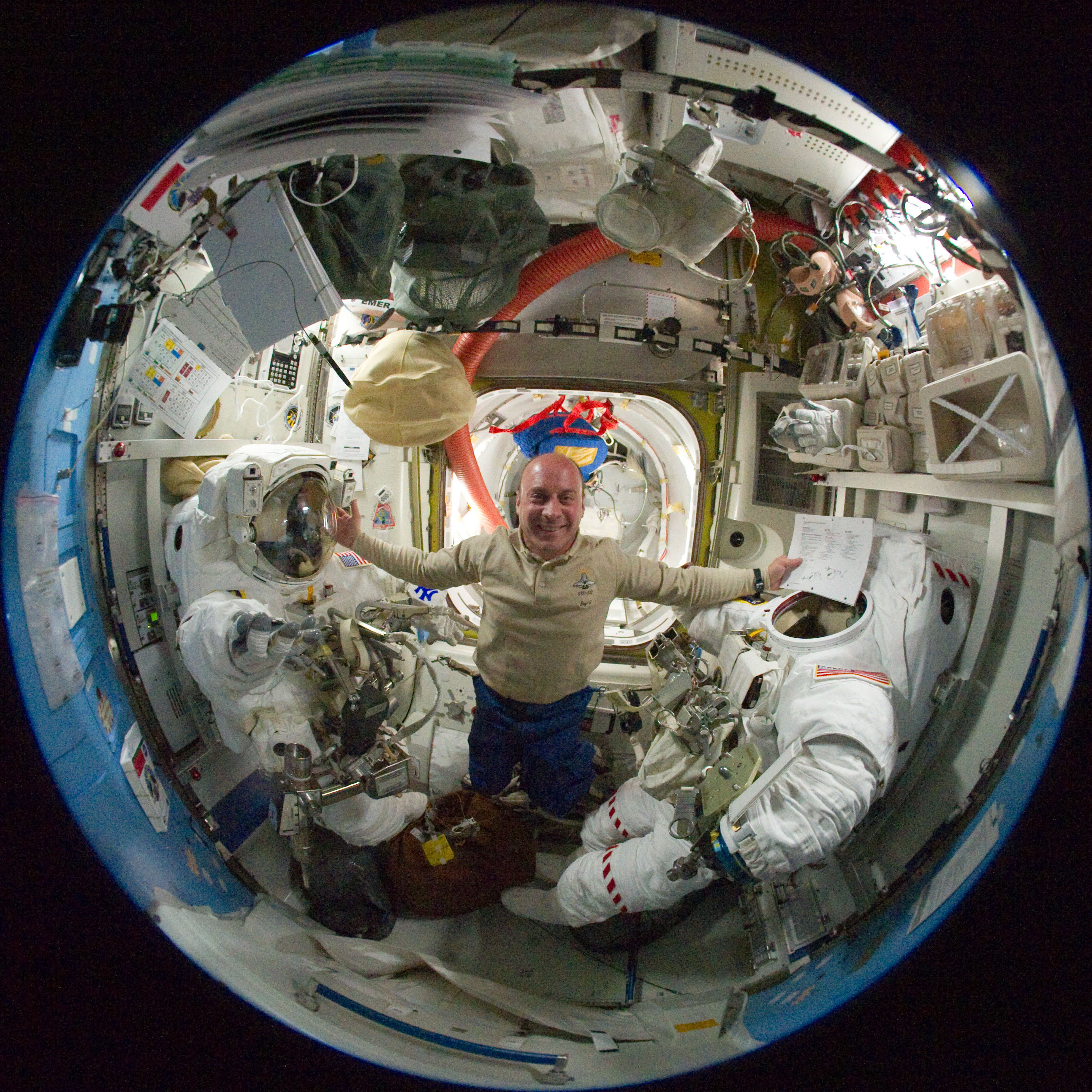
Garrett Reisman innerhalb des Quest

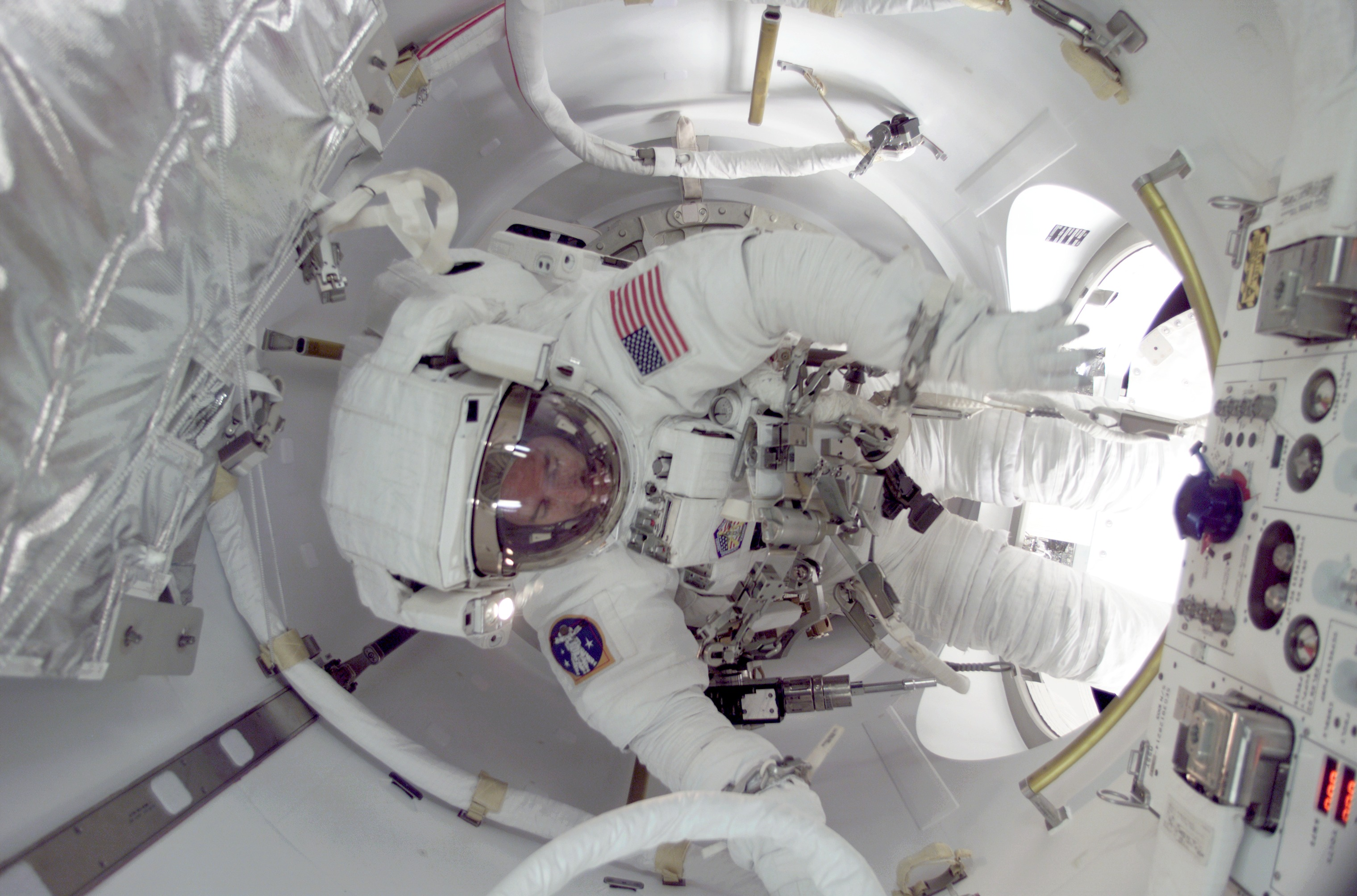
James F. Reilly zu Beginn eines Außenbordeinsatzes, bei der im Juli 2001 die Quest-Luftschleuse erstmals zum Einsatz kommt

Quest ist das dritte amerikanische Modul der Internationalen Raumstation. Es wurde am 12. Juli 2001 an Bord der Raumfähre Atlantis (Mission STS-104) gestartet und drei Tage später an der Steuerbordseite des Verbindungsmoduls Unity angedockt.
Quest dient als Ausstiegsschleuse für Außenbordarbeiten und kann sowohl mit amerikanischen als auch mit russischen Raumanzügen benutzt werden. Es besteht vor allem aus Aluminium, hat eine Leermasse von 6,1 t, ein Volumen von 34 m³, eine Gesamtlänge von 5,5 m sowie einen maximalen Durchmesser von 4,0 m.
Quest besteht aus zwei Sektionen: In der ersten, größeren Gerätesektion (Equipment Lock) bereiten sich die Raumfahrer auf ihren Ausstieg vor, legen die Raumanzüge an und testen deren korrekte Funktion. Nach dem Ausstieg werden hier außerdem Wartungsarbeiten an den Anzügen durchgeführt. Dazu gehört das Aufladen der Batterien und das Nachfüllen der Sauerstofftanks. Die zweite, schlankere Sektion (Crew Lock) ist die eigentliche Luftschleuse. Über spezielle Vakuumpumpen wird vor dem Öffnen der Außenluke die Luft in einen Tank evakuiert. Ansonsten entspricht dieser Teil des Moduls den bisher in amerikanischen Shuttles verwendeten Schleusen.
An der Außenseite der Schleuse befinden sich zwei große Sauerstoff- und zwei Stickstofftanks. Sie haben einen Durchmesser von 0,9 m, eine Masse von je 545,4 kg, bestehen aus Kohlefaserverbundmaterial, fassen 0,42 m³ Hochdruck-Gas und sind mit einem mehrschichtigen Meteoritenschutz ausgestattet. Außerdem verfügt das Schleusenmodul über Plattformen und Halterungen sowie Energie- und Kommunikationsanschlüsse.